# Terra Avia
Terra Avia ist eine moldauische Charterfluggesellschaft mit Sitz in Chișinău.

## Geschichte
Terra Avia wurde 2005 gegründet.
2016 gründete Terra Avia eine eigene Wartungsgesellschaft, die SKY TECHNICS. Diese ist zu Wartung an Flugzeugen der A320-Familie zertifiziert.
Am 11. April 2019 gab die Autoritatea Aeronautica Civila a Republicii Moldova bekannt, dass das Luftverkehrsbetreiberzeugnis (AOC) von Terra Avia nach einer Untersuchung annulliert wurde.

## Flotte

### Aktuelle Flotte
Mit Stand April 2025 besteht die Flotte der Terra Avia aus acht Flugzeugen mit einem Durchschnittsalter von 28,1 Jahren:
| Flugzeugtyp         | Anzahl | bestellt | Anmerkungen  | Sitzplätze (Business/Eco) | Durchschnittsalter |
| ------------------- | ------ | -------- | ------------ | ------------------------- | ------------------ |
| Boeing 737-300QC/SF | 2      |          | inaktiv      | -                         | 29,6 Jahre         |
| Boeing 737-400      | 1      |          | inaktiv      | -                         | 27,4 Jahre         |
| Boeing 747-400      | 2      |          | inaktiv      | 476 (26/450)              | 28,7 Jahre         |
| Boeing 747-400BCF   | 2      |          | eine inaktiv | -                         | 28,7 Jahre         |
| Boeing 777-200ER    | 1      |          | inaktiv      | -                         | 23,2 Jahre         |
| Gesamt              | 8      | -        |              |                           | 28,1 Jahre         |

### Ehemalige Flugzeugtypen
In der Vergangenheit setzte Terra Avia bereits folgenden Flugzeugtypen ein:
- Airbus A320-200